# Fascellina fuscoviridis
Fascellina fuscoviridis là một loài bướm đêm trong họ Geometridae.